# ATVニュースワイド
ATVニュースワイド（エーティーブィニュースワイド）は、青森テレビで放送されていた夕方のローカルニュース番組である。放送時間は、月曜日から金曜日の18:15 - 19:00。

## 概要
1976年3月29日からスタートした長寿番組。なお番組開始当初は、本番組放送後に「JNNニュースコープ」（TBSテレビとJNN加盟各局の制作で1962年から1990年まで放送された生放送の報道番組、全国ネット）を挟み、18:50から「ATVニュース&天気」（青森県内のニュースと天気予報）を放送していた。
1988年度、1989年度の番組オープニング曲として、永井真理子「Brand New Way」が使われた。
2000年代から何度か大幅なリニューアルを行っている。2006年7月のATV地上デジタル放送本開始に伴うリニューアルと、2009年4月のJNN系列での『総力報道!THE NEWS』（大型報道番組、2010年3月終了）開始に伴うリニューアルでは、メインキャスターに同局の若手アナウンサーを起用していた。
最近の主立ったリニューアルは2011年4月4日。スタジオの衣替えのほか、番組ロゴのデザインを変更し、これまでメインキャスターが男女であったが、小川の後任に加藤アナを起用し、番組開始以来初めてとなる女性のみのキャスティングになった。
同年10月2日からは『ATVニュースワイドプラス』も日曜日の6:00 - 6:30に開始した。
2014年3月までは、ヤンマー提供の『ヤン坊マー坊天気予報』（企画ネット方式による天気予報）も番組内で放送されていた。
また、ATVのホームページ上で動画配信もしている。
2015年4月3日（金曜日）をもって、39年にわたる放送が終了した。なお、ATVの番組では、最長寿番組となる。同年4月6日からは情報ワイド番組『わっち!!』内のコーナー『わっち!!News』としてリニューアル。

## 出演者

### 最終回時点
キャスター
- 今泉清保（2011年10月3日 - 、担当当時青森テレビ記者[1]、元福岡放送アナウンサー、メインキャスター。）
- 駒井亜由美（2009年3月30日からニュース担当・2007年1月と2月の2ヶ月間のみ天気担当、担当当時青森テレビアナウンサー[2]。）

天気予報
- 吉田篤（2008年3月31日 - 、担当当時アップルウェザー所属気象予報士[3]、前任の山岸が不在の時にも代理で出演）
  - なお、上記3名は、引き続き後継番組「わっち!!」のニュースパートも担当していた。

### 過去
- 竹内博嗣（ - 1978年3月31日）
- 小田桐登紀子（ - 1980年7月1日・1978年3月までは全曜日、翌月以降は月曜から水曜の担当。）
- 工藤敏幸（1978年4月6日 - 1983年3月25日・木曜と金曜を担当。）
- 及川洋子（同上）
- 蛎崎暁子（1980年7月2日 - 1980年10月1日の水曜のみ担当。）
- 鈴木ひさか（1981年4月1日 - ? 当初は月曜と火曜のみ担当し、1980年10月8日以降は水曜も担当。）
- 奈良佳代子（1983年3月31日 - ?）
- 江坂文男（1978年4月3日 - 1990年3月末・当初は月曜から水曜のみ担当、1983年3月28日から全曜日担当。）[4]
- 遠田恵子（1980年代後半、鳴海真奈美が月 - 水を、遠田は木・金を担当した）
- 工藤全道（1990年4月 - 1998年3月末）
- 宇津宮睦（1990年代前半、工藤全道アナとコンビを組み、担当した）
- 竹下秀樹（現・報道部記者）
- 服部寿人（1998年頃担当）
- 小山内悟（現・代表取締役社長）
- 鳴海真奈美（1983年3月28日 - ? [5]、鳴海は月 - 水を、遠田が木・金を担当した）
- 福士珠美（報道部記者などを歴任し現在はあおもり藍ブルーリンクプロジェクト代表）
- 鎌田光
- 藤原加奈代
- 柳下詩織（1998年頃担当）
- 田中栄子（ニュース担当・ ? - 2006年12月27日）
- 寺田早輪子（現・仙台放送アナウンサー、現在は、当番組の放送時間と一部重複した『仙台放送 Live News it!』メインキャスター）
- 田中珠紀（現・青森朝日放送ディレクター）
- 中村藍（天気）
- 波佐間幸絵（天気）
- 竹内夕己美（天気）
- 山岸朋美（天気・2007年7月9日 - 2008年3月28日、当時・アップルウェザー所属、現・ウェザーマップ所属気象予報士）
- 横田光幸（ニュース担当・2007年1月4日 - 2008年6月27日、現・フリーアナウンサー）
- 川口浩一（2001年10月 - 2006年12月27日、2008年6月30日 - 2009年3月27日）
- 安藤あや菜（ニュース担当・2007年1月4日 - 2009年3月27日・天気担当:? - 2006年12月27日、現・セント・フォース所属）
- 石原愛美（特集NW担当）
- 斉藤彩（特集NW担当）
- 小川功二（ニュース担当・2009年3月30日 - 2011年3月29日・天気担当・2007年1月4日 - 7月6日、現・長野放送アナウンサー）
- 加藤由里子（ニュース担当・2011年4月4日 - 2012年3月30日・特集NW（ニュースワイド）担当・2010年3月29日 - 2011年4月1日、｢おしゃべりハウス｣担当に伴う降板。）

## 放送時間の変遷
| 期間       | 期間       | 放送時間（日本時間）              | 備考   |
| ---------- | ---------- | --------------------------------- | ------ |
| 1976.03.29 | 1990.03.30 | 月曜 - 金曜 18:00 - 18:30（30分） | 無し   |
| 1990.04.02 | 1998.03.27 | 月曜 - 金曜 18:30 - 19:00（30分） | [ 6 ]  |
| 1998.03.30 | 1999.03.26 | 月曜 - 金曜 18:27 - 19:00（33分） | [ 7 ]  |
| 1999.03.29 | 2002.03.29 | 月曜 - 金曜 18:21 - 19:00（39分） | [ 8 ]  |
| 2002.04.01 | 2005.03.25 | 月曜 - 金曜 18:19 - 18:55（36分） | [ 9 ]  |
| 2005.03.28 | 2009.03.27 | 月曜 - 金曜 18:16 - 18:55（39分） | [ 10 ] |
| 2009.03.30 | 2009.09.25 | 月曜 - 金曜 18:05 - 18:45（40分） | [ 11 ] |
| 2009.09.28 | 2010.03.26 | 月曜 - 金曜 18:00 - 18:40（40分） | [ 12 ] |
| 2010.03.29 | 2015.04.03 | 月曜 - 金曜 18:15 - 19:00（45分） | [ 13 ] |

## その他
- かつてはJNN東北・北海道交換ニュース（当放送局と北海道放送・岩手放送・東北放送・福島テレビ→テレビユー福島）を放送していた。

## 公式サイト
- ATVニュースワイド 公式ウェブサイト （日本語）

| 青森テレビ 平日夕方のローカルニュース枠                                                           | 青森テレビ 平日夕方のローカルニュース枠                               | 青森テレビ 平日夕方のローカルニュース枠 |
| 前番組                                                                                            | 番組名                                                                | 次番組 |
| ------------------------------------------------------------------------------------------------- | --------------------------------------------------------------------- | --- |
| ATVニュース&天気 - 1976年3月26日 本番組開始後も下記放送時間でしばらく継続 放送時間は18:50 - 19:00 | ATVニュースワイド 1976年3月29日 - 2015年4月3日 放送時間は上記を参照。 | わっち!! 2015年4月6日 - 放送時間は16:48 - 19:00（開始当時の放送時間） 旧ニュースワイドに該当する枠（わっち!!News）は 18:15 - 18:46（当時） |

| 青森テレビ 日曜日 6:00 - 6:30枠            | 青森テレビ 日曜日 6:00 - 6:30枠 | 青森テレビ 日曜日 6:00 - 6:30枠 |
| 前番組                                     | 番組名                          | 次番組                          |
| ------------------------------------------ | ------------------------------- | ------------------------------- |
| ワンピース （土曜日 9:30 - 10:00に枠移動） | ATVニュースワイドプラス         | おしゃべりーの                  |